# Lipka (Dolice)
Lipka (deutsch Linde) ist ein Dorf in der Woiwodschaft Westpommern in Polen. Es gehört zur Gmina Dolice (Gemeinde Dölitz) im Powiat Stargardzki (Stargarder Kreis).

## Geographische Lage
Das Dorf liegt in Hinterpommern, etwa 50 Kilometer östlich von Stettin und etwa 17 Kilometer südöstlich der Kreisstadt Stargard. Gut 1 Kilometer nördlich des Dorfes fließt von Ost nach West die Ihna. Nächster Nachbarort ist knapp 2 Kilometer südwestlich das Dorf Bralęcin (Brallentin). 

## Geschichte
Linde war im Herzogtum Pommern jedenfalls ab dem 15. Jahrhundert ein Lehen der Familie Koeseke, auch Keseke, Kaeseke, Küseke oder Kosseken geschrieben. Diese Familie hing möglicherweise mit einer gleichnamigen Familie zusammen, die ab dem 12. Jahrhundert als Grundbesitzer bei Treptow an der Tollense genannt ist. Angehörige der schlossgesessenen Familie Wedel zu Kremzow erhoben zeitweise den Anspruch, dass Linde von ihnen als Afterlehen vergeben worden sei, blieben damit aber erfolglos.
Die Familie Koeseke, der Linde gehörte, starb 1751 mit Ewald Friedrich Koeseke im Mannesstamm aus. Wenige Jahre vor seinem Tod hatte Ewald Friedrich Koeseke seinen Besitz Linde allodifizieren lassen. Ewald Friedrich Koeseke hinterließ zwei Töchter, unter denen er seinen Besitz durch Testament aufgeteilt hatte. Linde hinterließ er seiner Tochter Tessina Amalia Koeseke. Diese verkaufte Linde 1762 an den Ehemann ihrer Schwester Louisa Juliana Lucia, den preußischen Hauptmann Eustach Wilhelm von Herzberg. Nach dessen Tod fiel es an die Witwe.
In Ludwig Wilhelm Brüggemanns Ausführlicher Beschreibung des Herzogtums Vor- und Hinterpommern (1784) ist Linde unter den adeligen Gütern des Saatziger Kreises aufgeführt. Damals gab es hier ein Vorwerk, also den Gutsbetrieb, zwei Bauern, einen Pfarrbauern („Predigerbauer“), eine Schmiede und einen Schulmeister, insgesamt 10 Haushaltungen („Feuerstellen“). Die Kirche war eine Filialkirche der Mutterkirche in Brallentin. Linde gehörte damals der verwitweten Louisa Juliana Lucia von Herzberg, geborene von Kaeseke.
Nach dem Tod von Louisa Juliana Lucia von Herzberg fiel Linde an ihre Kinder. Diese verglichen sich 1787 dahin, dass der preußische Oberstleutnant Ewald Eustachius von Herzberg allein Linde bekam. Dessen 1798 legitimierter Sohn, der preußische Rittmeister August Wilhelm von Herzberg (1783–1825) verkaufte Linde 1816 an einen Wilhelm Eben. Dieser verkaufte das Rittergut Linde 1864 an seinen jüngeren Sohn Reinhold Eben, der Linde schon längere Zeit als Pächter bewirtschaftet hatte.
Mit der neuen pommerschen Kreiseinteilung von 1817 wurde Linde vom Saatziger Kreis zum Pyritzschen Kreis gelegt. 
Im Jahre 1819 erfolgte in Linde die Regelung der gutsherrlichen und bäuerlichen Verhältnisse (siehe: Preußische Agrarverfassung). Hierzu traten die Bauern die Hälfte ihres Landes an die Gutsherrschaft ab und waren damit von allen Leistungen befreit. Die beiden Bauernhöfe wurden außerhalb des bisherigen Dorfes an der Grenze zu Brallentin neu aufgebaut. Diese kleine Ansiedlung erhielt den Namen Neu Linde, der jedoch (jedenfalls bis 1868) amtlich nicht genehmigt war.
Im 19. Jahrhundert bestanden der größere Gutsbezirk Linde und die kleinere Landgemeinde Linde nebeneinander. Um 1865 umfasste der Gutsbezirk 2664 Morgen Land mit 23 Wohnhäusern und 226 Einwohnern, die Landgemeinde nur 645 Morgen Land mit 4 Wohnhäusern und 16 Einwohnern. Zur Landgemeinde gehörten die beiden Bauernhöfe in Neu Linde, die Kirchenländereien, der Pfarrbauernhof und die Küster- und Schulstelle. Die kleine Landgemeinde wurde, jedenfalls vor 1908, aufgelöst und es bestand nur noch der Gutsbezirk Linde.
Mit der Auflösung der Gutsbezirke in Preußen wurde Linde in die benachbarte Gemeinde Brallentin eingegliedert. Bis 1945 bildete Linde einen Wohnplatz der Gemeinde Brallentin und gehörte mit dieser zum Kreis Pyritz der preußischen Provinz Pommern. Neben Linde wurde in der Gemeinde Brallentin auch der Wohnplatz Klein Linde geführt.
Nach dem Zweiten Weltkrieg kam Linde, wie ganz Hinterpommern, an Polen. Die Bevölkerung wurde vertrieben. Das Dorf erhielt den polnischen Ortsnamen „Lipka“.

## Entwicklung der Einwohnerzahl
- 1867: 240 Einwohner, davon 221 im Gutsbezirk Linde und 19 in der Landgemeinde Linde[7]
- 1871: 235 Einwohner, davon 216 im Gutsbezirk Linde und 19 in der Landgemeinde Linde[7]